# Lijst van rijksmonumenten in Wessem
De plaats Wessem telt 23 inschrijvingen in het rijksmonumentenregister. Hieronder een overzicht.
| Object | Oorspronkelijke functie?  | Bouwjaar            | Architect                          | Locatie            | Coördinaten?                 | Nr.?   | Afbeelding                                          |
| --- | ------------------------- | ------------------- | ---------------------------------- | ------------------ | ---------------------------- | ------ | --------------------------------------------------- |
| Grote boerderij                                                                                                | Boerderij                 | 1766 (ankers)       |                                    | Beekstraat 8       | 51° 9' 30" NB, 5° 52' 53" OL | 38673  | Grote boerderij                                     |
| Boerderij, opgetrokken uit baksteen                                                                            | Boerderij                 | 18e eeuw            |                                    | Beekstraat 10      | 51° 9' 29" NB, 5° 52' 52" OL | 38674  | Boerderij, opgetrokken uit baksteen                 |
| Boerderij, opgetrokken uit baksteen                                                                            | Boerderij                 | 18e eeuw            |                                    | Beekstraat 11      | 51° 9' 28" NB, 5° 52' 52" OL | 38675  | Boerderij, opgetrokken uit baksteen                 |
| Huis met gevelsteen 'in de twee ankers, 1803'                                                                  | Woonhuis                  | 1803                |                                    | Groenstraat 1      | 51° 9' 32" NB, 5° 52' 58" OL | 38676  | Meer afbeeldingen                                   |
| Grote boerderij van het hoftype                                                                                | Boerderij                 | 18e-19e eeuw        |                                    | Groenstraat 22     | 51° 9' 30" NB, 5° 52' 47" OL | 38677  | Grote boerderij van het hoftype                     |
| Sint-Medarduskerk                                                                                              | Kerk en kerkonderdeel     | 18e eeuw            |                                    | Groenstraat bij 22 | 51° 9' 29" NB, 5° 52' 46" OL | 38678  | Meer afbeeldingen                                   |
| Grote hoeve met binnenplaats                                                                                   | Boerderij                 | 1716 (ankerjaartal) |                                    | Maasstraat 11      | 51° 9' 35" NB, 5° 53' 1" OL  | 38679  | Grote hoeve met binnenplaats                        |
| Groot huis met zadeldak evenwijdig aan de straat tussen topgevels met vlechtingen                              | Woonhuis                  | 1844 (ankerjaartal) |                                    | Maasstraat 6       | 51° 9' 37" NB, 5° 53' 6" OL  | 38680  | Meer afbeeldingen                                   |
| Hoeve met binnenplaats                                                                                         | Boerderij                 | 19e eeuw            |                                    | Markt 3            | 51° 9' 35" NB, 5° 52' 54" OL | 38681  | Meer afbeeldingen                                   |
| Hoeve met binnenplaats                                                                                         | Boerderij                 | 19e eeuw            |                                    | Markt 4            | 51° 9' 35" NB, 5° 52' 54" OL | 38682  | Meer afbeeldingen                                   |
| Huis met aan de straat een topgevel met vlechtingen                                                            | Woonhuis                  | 19e eeuw            |                                    | Marktstraat 2      | 51° 9' 37" NB, 5° 52' 57" OL | 38683  | Meer afbeeldingen                                   |
| Grote boerderij                                                                                                | Boerderij                 | 1841 (ankerjaartal) |                                    | Polstraat 4        | 51° 9' 40" NB, 5° 53' 8" OL  | 38684  | Grote boerderij                                     |
| Huis met zadeldak evenwijdig aan de straat                                                                     | Woonhuis                  | 1803 (gevelsteen)   |                                    | Steenweg 1         | 51° 9' 33" NB, 5° 52' 55" OL | 38685  | Meer afbeeldingen                                   |
| Hoog huis met aan de voorzijde een topgevel met vlechtingen en sierankers                                      | Boerderij                 | 1704 (gevelsteen)   |                                    | Steenweg 3         | 51° 9' 32" NB, 5° 52' 53" OL | 38686  | Meer afbeeldingen                                   |
| Hoog huis met aan de straat een topgevel met vlechtingen en tandlijsten. Ingang verplaatst, vensters gewijzigd | Woonhuis                  | 1613 (ankerjaartal) |                                    | Steenweg 9         | 51° 9' 32" NB, 5° 52' 51" OL | 38687  | Meer afbeeldingen                                   |
| Sterk gewijzigd huis met aan de straat een topgevel met vlechtingen en gevelsteen met het wapen van Horne      | Woonhuis                  | 1750 (gevelsteen)   |                                    | Steenweg 23        | 51° 9' 31" NB, 5° 52' 45" OL | 38688  | Meer afbeeldingen                                   |
| Huis met zadeldak evenwijdig aan de straat tussen topgevels met vlechtingen                                    | Woonhuis                  | 18e eeuw            |                                    | Steenweg 2         | 51° 9' 34" NB, 5° 52' 55" OL | 38689  | Meer afbeeldingen                                   |
| Huis met aan de straat een topgevel met vlechtingen                                                            | Woonhuis                  | 1613 (ankerjaartal) |                                    | Steenweg 6         | 51° 9' 33" NB, 5° 52' 52" OL | 38690  | Meer afbeeldingen                                   |
| Huis met aan de straat een topgevel met vlechtingen                                                            | Woonhuis                  | 19e eeuw            |                                    | Steenweg 12        | 51° 9' 32" NB, 5° 52' 49" OL | 38691  | Huis met aan de straat een topgevel met vlechtingen |
| Huis met zadeldak evenwijdig aan de straat tussen topgevels met vlechtingen                                    | Woonhuis                  | 18e eeuw            |                                    | Steenweg 14        | 51° 9' 32" NB, 5° 52' 48" OL | 38692  | Meer afbeeldingen                                   |
| Huis met aan de straat een topgevel met vlechtingen                                                            | Woonhuis                  | 18e eeuw            |                                    | Steenweg 18        | 51° 9' 31" NB, 5° 52' 46" OL | 38693  | Meer afbeeldingen                                   |
| Huis met aan de straat een topgevel met vlechtingen                                                            | Boerderij                 | 1632 (ankerjaartal) |                                    | Steenweg 10        | 51° 9' 32" NB, 5° 52' 50" OL | 424149 | Meer afbeeldingen                                   |
| Vrijstaand raadhuis met schoolgebouw                                                                           | Bestuursgebouw en onderdl | 1860                | Lemmens (bouw) Corbey (verbouwing) | Markt 1            | 51° 9' 36" NB, 5° 52' 56" OL | 512939 | Meer afbeeldingen                                   |